# Stanisław Feduszyński
Stanisław Feduszyński (ur. ok. 1828 w Tarnopolu, zm. w grudniu 1866 w Brzeżanach) – uczestnik powstania na Węgrzech w 1849 i powstania styczniowego.
Pochodził z rodziny mieszczańskiej, był z zawodu stolarzem. W 1849 walczył w szeregach Legionu Polskiego na Węgrzech pod dowództwem Józefa Wysockiego; był ranny w nogę. Przez pewien czas po upadku powstania nie mógł powrócić na ziemie polskie, pracował w Turcji jako stolarz. Po powrocie do Polski (po amnestii) założył rodzinę. Ponownie walczył w 1863, tym razem w szeregach powstania styczniowego. Uczestniczył w kilkunastu bitwach, 6 maja 1863 pod Kobylanką został ciężko ranny w głowę, nogę i obie ręce; amputowano mu wszystkie palce prawej ręki. Przez ostatnie lata życia utrzymywał się ze sprzedaży obrazków na odpustach.